# Flavien Gbéto
 (avril 2010).
Si vous disposez d'ouvrages ou d'articles de référence ou si vous connaissez des sites web de qualité traitant du thème abordé ici, merci de compléter l'article en donnant les références utiles à sa vérifiabilité et en les liant à la section « Notes et références ».
Flavien Gbéto, né le 22 décembre 1956 à Cové, est un linguiste béninois, professeur titulaire de linguistique et d’études africaines à l’université d'Abomey-Calavi en République du Bénin. 

## Biographie
Après des études primaires à Cové et secondaires à Abomey [agbomε] (1963-1977), il a suivi des cours de linguistique à l’université nationale du Bénin de 1978 à 1983. Ces études supérieures de premier et deuxième cycles ont été sanctionnées par l’obtention de la licence et de la maîtrise de linguistique en 1981 et 1983. 
Après des cours de langue allemande à l’Institut Goethe de Göttingen, Flavien Gbéto a poursuivi des études doctorales à l’université Humboldt de Berlin de 1992 à 1996. Ces études ont abouti à l’obtention du diplôme de docteur en linguistique (Ph. D.) avec la mention très honorable en novembre 1996.
Enseignant à l’université nationale du Bénin (rebaptisée université d'Abomey-Calavi en 2001) depuis 1984, Flavien Gbéto a tour à tour été assistant stagiaire (1984-1992) professeur assistant (1997), maître-assistant (1998) au département de linguistique.
En 2003, il est reçu au grade de maître de conférences en linguistique et études africaines au niveau du Conseil africain et malgache de l'enseignement supérieur (CAMES). 
En 2009, il est promu professeur titulaire par le CAMES.
Marié et père de deux enfants, le professeur Flavien Gbéto a occupé les postes de chef de département (2000-2003) et de chef adjoint chargé des affaires académiques au Département des sciences du langage et de la communication (DSLC) de l’Université d’Abomey-Calavi. En 2009, il a été élu vice-doyen de la Faculté des lettres, arts et sciences humaines (FLASH) de la même université. Le 27 décembre 2012, il a été élu au poste de doyen de la Faculté des lettres, arts et sciences humaines  de l'université d'Abomey-Calavi (République du Bénin) pour un mandat de 3 ans.
Les domaines de compétences du professeur Gbéto sont les suivants : phonologie et théories phonologiques, tonologie, linguistique comparative, analyse contrastive, phonétique, linguistique générale, phonologie des emprunts, morphologie, standardisation et enseignement des langues africaines, le français langue seconde, tabous linguistiques et langues ésotériques, langues kwa (New Kwa, langues gbe et langues Ede (Yoruba)
De 1983 à 2009, le professeur Flavien Gbéto a publié 46 travaux scientifiques dont 4 livres et 42 articles dans des revues au Bénin, en Afrique, en Europe et en Amérique. 
Le professeur Flavien Gbéto a fait des publications dans les revues scientifiques ci-après : 
- au Bénin, langage et devenir (Centre national de linguistique appliquée), cahiers d’études linguistiques (DSLC), études Gbe/Gbe Studies (Labo-Gbe inter), annales de la FLASH (Faculté des lettres, arts et sciences humaines, Université d’Abomey-Calavi), langage et pédagogie (Centre béninois des langues étrangères, CEBELAE), Questions actuelles
- en Allemagne, Afrika und Übersee (Hambourg), Afrikanistische Arbeitspapiere (AAP)
- aux États-Unis, Journal of West African Languages (WALS), Studies in African linguistics (Ohio)
- aux Pays-Bas, Journal of african languages and linguistics (Leyde).
- en France, Linguistique africaine (Paris)
- Autres, Archiv Orientalni (Académie tchèque), Geste et voix.

Le professeur Gbéto est membre du comité de rédaction ou de comité scientifique de plusieurs revues scientifiques au Bénin, au Nigeria Il est aussi sollicité pour les lectures anonymes d'ouvrages et d'articles par plusieurs revues béninoises, africaines, européennes et américains.

## Travaux sur la phonétique dugbe
L'idée fondamentale du professeur Gbéto est que le gbe présente deux tons ponctuels B et H (symbolisés par les oppositions H/B, M/B dans les dialectes particuliers) et que la modulation tonale BH et HB (et d'autres du type BHB, HBH) dans ces langues est conditionnée phonétiquement. Le ton modulé BH peut être issu de la propagation d'un ton préfixal B postulé dans les formes de base de tout item sur le ton H suivant. Mais, dans beaucoup de dialectes gbe, il est issu de l'influence des consonnes sonores (en l'occurrence les obstruantes) sur le ton H suivant. Gbéto postule ainsi un ton B consonantique qui se propage sur le ton H suivant pour créer la modulation tonale BH. 
Fait remarquable, le postulat que les obstruantes voisées portent un ton structurel B (donc est une UPT, TBU en anglais) permet d'expliquer le phénomène du dévoisement observé dans un dialecte comme le maxi (voir Gbéto 2007) devant ton H. Ce dévoisement systématique s'explique par le déplacement du ton B consonantique présent au niveau des obstruantes voisées qui se lie au ton H suivant pour créer la modulation BH (voir Gbéto 2007).
Mais Gbéto pense que ce n'est pas non seulement les obstruantes voisées qui développent un ton consonantique, comme la littérature existante nous le fait croire, mais aussi les obstruantes non voisées. Dans certains dialectes gbe, ces obstruantes développent un ton H qui se lie au ton B suivant créant ainsi un ton HB (voir Gbéto 2004, 2006, 2007). Il semble que cette relation des obstruantes non voisées avec le ton H n'ait pas été identifié auparavant dans aucune langue naturelle. Les langues gbe fournissent l'hypothèse que cette relation n'est pas à écarter. Les dialectes gbe qui confirment cette hypothèse sont le weme, le ayizo et le kotafon (voir Gbéto 2004, 2006, 2007). C'est la présence virtuelle de ce ton au niveau des obstruantes non voisées qui explique que ces consonnes bloquent la propagation du ton B à sa droite.
Les langues gbe fournissent aussi des arguments qui font du ton M une réalisation du ton H (ceci dans les dialectes présentant un contraste entre ton M et du ton B.
Dans son article de 2006, Esquisse de la tonologie synchronique du Ayizɔ d'Allada, dialecte gbe du Sud-Bénin, l’auteur a essayé de montrer que le Ayizo-Gbe, dialecte gbe parlé dans la partie méridionale du Bénin, région d’Allada, a deux tonalités fondamentales : le ton Haut et le ton Bas (H et B, gbeyiji kpo gbeyido kpo). Les autres tonalités, c’est-à-dire les tons Moyen (M), Bas-Haut (BH), Haut-Bas (HB), Moyen-Haut (MH) et Haut-Moyen (HM), sont des réalisations de ces deux tonalités de base. 
Il a essayé de démontrer que les tons Haut-Bas de la tonalité des noms sont dérivés par une règle d’insertion du ton Haut lorsque la consonne concernée est une occlusive sourde. Cette tonalité élevée empêche la propagation du ton préfixé Bas par une occlusive sourde. Ce qui est intéressant dans cette langue, c’est que l’application des règles tonologiques dépend de la nature des consonnes. La tonalité Bas-Haut est dérivée par une règle de propagation du ton Bas. La tonalité Moyen-Haut est dérivée par une règle de propagation du ton Moyen tandis que le Haut-Moyen est dérivé par la règle d’insertion du ton Haut et une règle d'assimilation du ton Bas final. La tonalité Moyen est un allotone du ton Bas dans l'environnement d'une tonalité Haut. 
D'autre part, dans son article de 2007 La participation des consonnes comme unités porteuses de ton en Kotafon, dialecte Gbe du Sud-Bénin, l’auteur a essayé de montrer que la langue Kotafon (ko-gbe) distingue deux tons de base : le ton haut (H) et le ton bas (B). Il montre que tous les autres tons identifiables dans cette langue sont dérivés de ces deux tons de base par des règles phonologiques. Les autres tons dont il s’agit sont les tons moyen (M), bas-haut (BH), haut-bas (HB), moyen-haut (MH), et moyen-bas (MB). Ainsi, les consonnes non voisées insèrent un ton H, créant en surface un ton HB lorsque la voyelle suivante est intonée B au niveau des items non verbaux. Le ton BH est dérivé par une règle de propagation du ton préfixal B sur la voyelle suivante portant un ton H, lequel est proposé pour tout verbe à l’impératif et pour tout substantif. Fait remarquable, la propagation du ton B à sa droite est bloquée par les consonnes non voisées. Le ton MH est dérivé du ton B par la suffixation du ton H alors que le ton HM est une réalisation du ton H par la suffixation du ton B. enfin, le ton M est dérivé du ton B par une règle de rehaussement. L’analyse permet de souscrire à la thèse selon laquelle les voyelles ne sont pas les seuls segments porteurs de ton ; il faudrait prendre aussi en compte les consonnes radicales surtout en position initiale.

## Publications

### Livres
- Flavien Gbéto, Le maxi du Centre-Bénin et du Centre-Togo: une approche autosegmentale et dialectologique d'un parler gbe de la section fon, Köppe, coll. « Grammatische Analysen afrikanischer Sprachen », 1997 (ISBN 978-3-89645-031-9).
- Flavien Gbéto, Les emprunts linguistiques d'origine européenne en Fon (Nouveau Kwa, Gbe: Bénin): une étude de leur intégration au plan phonético-phonologique, Köppe, coll. « Grammatische Analysen afrikanischer Sprachen », 2000 (ISBN 978-3-89645-036-4).
- Gbéto, Flavien  Bibliographie analytique de la littérature et des travaux scientifiques sur les langues béninoises, Cotonou, Coopération suisse (en collaboration avec Michel Ahohounkpanzon), 2002.
- Gbéto, Flavien, 2008 : Dictionnaire étymologique des emprunts linguistique en Fon, précédé d’un précis grammatical, Le Cap (Afrique du Sud), CASAS (The Centre for the Advanced Studies of the  African Society)  (ISBN 978-1-920294-45-8)
- Gbéto, Flavien, 2009 (coéditeur) : Langues africaines dans l’enseignement au Bénin : problèmes et perspectives, Le Cap (Afrique du Sud), CASAS (The Centre for the Advanced Studies of the  African Society), en collaboration avec H. B. C. Capo et Adrien Huannou.

### Articles récents
- Flavien Gbeto, « Esquisse de la tonologie synchronique du Ayizɔ d'Allada, dialecte gbe du Sud-Bénin », Journal of African Languages and Linguistics, vol. 27, no 1,‎ 20 janvier 2006 (ISSN 0167-6164 et 1613-3811, DOI 10.1515/JALL.2006.003, présentation en ligne).
- Gbéto, Flavien  2007 : « La participation des consonnes comme unités porteuses de ton en Kotafon, dialecte Gbe du Sud-Bénin », The Journal of West African Languages, volume XXXIII Number 2 2006.
- Flavien Gbeto, « Esquisse de la tonologie synchronique de Wemɛgbe dialecte Gbe du sud-Benin », Studies in African Linguistics, vol. 33, no 1,‎ 1er juin 2004, p. 66–90 (ISSN 2154-428X et 0039-3533, DOI 10.32473/sal.v33i1.107339, lire en ligne, consulté le 17 juillet 2023).